# Герб Невельского района и города Невеля
Герб муниципального образования «Не́вельский район» и города Невель Псковской области Российской Федерации.
Герб утверждён решением Собрания депутатов муниципального образования «Невельский район» № 139 от 11 апреля 2001 года.
Герб внесён в Государственный геральдический регистр Российской Федерации под регистрационным номером 739.

## Описание герба
«В зеленом поле на золотой земле всадник в черных доспехах с серебряными перьями на шлеме, скачущий на чёрном коне, с поднятой в деснице серебряной с золотым эфесом саблей, на левом плече червлёный (красный) тарч, обременённый серебряным двойным (равноконечным) крестом. Убранство коня червлёное, украшенное серебром».
В виду единства территорий герб Муниципального образования служит символом г. Невеля и применяется на территории города в соответствии с разделом 2 Положения о гербе.

## Обоснование символики
За основу герба муниципального образования «Невельский район» города Невеля взят исторический герб города Невеля Витебской губернии, утверждённый 21 сентября 1781 года, подлинное описание которого гласит: «Имеет Полоцкий герб, только в нижней части щита поле зелёное».
Зелёный цвет символизирует весну, радость, надежду, жизнь, природу и здоровье.
Красный цвет символ мужества, красоты и жизни.
Чёрный цвет в геральдике символизирует благоразумие, мудрость, скромность, честность и вечность бытия.
Серебро в геральдике символ — чистоты, мудрости, благородства, мира, взаимосотрудничества.
Золото — символ прочности, величия, интеллекта, великодушия.

## История герба Невеля

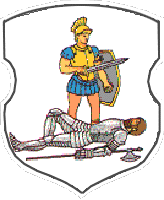
Герб Невеля (1623 год)

23 марта 1623 года польским королём Сигизмундом III был пожалован герб городу Невелю (вместе с магдебургским правом). Герб мел следующее описание: в серебряном поле поверженный Голиаф, а над ним Давид с мечом.
14 ноября 1762 года король Речи Посполитой Станислав Август Понятовский подтвердил Невелю магдебургское право и пожаловал новый герб — щит, поделённый на две части горизонтальной полосой. В нижней части изображён всадник наподобие герба Великого княжества Литовского (только на зелёном фоне), в верхней — половина российского герба, двуглавого коронованного орла.
Исторический герб Невеля был Высочайше утверждён 21 сентября 1781 года императрицей Екатериной II вместе с другими гербами городов Полоцкого наместничества. (ПСЗРИ, 1781, Закон № 15236).

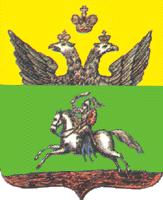
Герб Невеля (1781 год)

В 1863 году, в период геральдической реформы Кёне, был разработан проект нового герба уездного города Невеля Витебской губернии (официально не утверждён):«В зеленом поле серебряная рука в латах с золотым восточным мечем. В вольной части герб Витебской губернии. Щит увенчан серебряной стенчатой короной и окружён золотыми колосьями, соединёнными Александровской лентой».
В советский период исторический герб Невеля (1781 года) не использовался.
Ныне действующий герб города Невеля и Невельского района был разработан при содействии Союза геральдистов России.
Авторы реконструкции исторического герба Невеля: Константин Моченов (Химки); Михаил Медведев (Санкт-Петербург), художник — Роберт Маланичев (Москва), компьютерный дизайн — Сергей Исаев (Москва).